# August van Saksen-Lauenburg
August van Saksen-Lauenburg (Ratzeburg, 17 februari 1577 – Lauenburg, 18 januari 1656) was hertog van Saksen-Lauenburg van 1619 tot 1656. Hij was een zoon van hertog Frans II en diens eerste echtgenote Margaretha van Pommeren.
August was twee keer gehuwd. Voor de eerste maal trouwde hij op 5 maart 1621 te Husum met prinses Elisabeth Sofia van Sleeswijk-Holstein-Gottorp (12 december 1599 – Ratzeburg 25 november 1627), dochter van hertog Johan Adolf van Sleeswijk-Holstein-Gottorp. 

Op 4 juni 1633 huwde hij met gravin Catharina van Oldenburg (20 september 1582 – 29 februari 1644), dochter van graaf Johan VII. 

Alleen uit zijn eerste huwelijk had hij kinderen:
- Sofia Margaretha (Ratzeburg 6 augustus 1622 – 6 maart 1637)
- Frans August (4 juli 1623 – 19 april 1625)
- Anna Elisabeth (23 augustus 1624 – Philppeck 27 mei 1688), ∞ (Lübeck 2 april 1665, gescheiden 1672) Willem Christoffel van Hessen-Homburg (Ober-Rosbach 13 november 1625 – Homburg 27 augustus 1681), landgraaf van Hessen-Homburg
- Sibylle Hedwig (30 juli 1625 – Ratzeburg 1 augustus 1703), ∞ (1654) Frans Erdmann van Saksen-Lauenburg (Theusing 25 februari 1629 – Schwarzenbek 30 juli 1666), hertog van Saksen-Lauenburg 1665-1666
- Johan Adolf (22 oktober 1626 – Ratzeburg 23 april 1646)
- Filips Frederik (11 november 1627 – 16 november 1627)

Omdat zijn zoons reeds op jonge leeftijd stierven werd hij opgevolgd door zijn broer Julius Hendrik.